# Seegefecht an der Mündung der Newa
1. Phase: Schwedische Dominanz (1700–1709)
Dänischer Kriegsschauplatz (1700)
Humlebæk • Tönning I 
Livländ./ Estnischer Kriegsschauplatz (1700–1708)
Riga I • Jungfernhof • Varja • Pühhajoggi • Narva • Petschora • Düna • Rauge • Erastfer • Hummelshof • Embach • Tartu • Narva II • Wesenberg I • Wesenberg II
Ingermanländ./ Finnischer Kriegsschauplatz (ab 1701)
Archangelsk • Ladogasee • Nöteborg • Nyenschanz • Newa • Systerbäck • Petersburg • Wyborg I • Porvoo • Newa II • Koporje II • Kolkanpää
Litauisch-weißrussischer Kriegsschauplatz (1702–1706)
Vilnius • Saladen • Jakobstadt • Gemauerthof • Mitau • Grodno I • Olkieniki • Njaswisch • Klezk • Ljachawitschy
Polnischer Kriegsschauplatz (1702–1706)
Klissow • Pułtusk • Thorn • Lemberg • Warschau • Posen • Punitz • Tillendorf • Rakowitz • Praga • Fraustadt • Kalisch 
Russischer Kriegsschauplatz (1708–1709)
Grodno II • Golowtschin • Moljatitschi • Rajowka • Lesnaja • Desna • Baturyn • Koniecpol • Weprik • Opischnja • Krasnokutsk • Sokolki • Poltawa I • Poltawa II
2. Phase: Schweden in der Defensive (1710–1721)
Baltischer und Finnischer Kriegsschauplatz (bis 1714)
Riga II • Wyborg II • Pernau • Kexholm • Reval • Hogland • Pälkäne • Storkyro • Nyslott • Hanko 
Schwed./Norwegischer Kriegsschauplatz (1710–1721)
Helsingborg • Køge-Bucht • Bottnischer Meerbusen • Frederikshald I • Dynekilen-Fjord • Göteborg I • Strömstad • Trondheim • Frederikshald II • Marstrand • Ösel • Göteborg II • Södra Stäket • Grönham • Sundsvall
Norddeutscher Kriegsschauplatz (1711–1716)
Elbing • Wismar I • Lübow • Stralsund I • Greifswalder Bodden I • Stade • Rügen • Gadebusch • Altona • Tönning II • Stettin • Fehmarn • Wismar II • Stralsund II • Jasmund • Peenemünde • Greifswalder Bodden II • Stresow 
Das Seegefecht an der Mündung der Newa am 18. Mai 1703 war ein Seegefecht zwischen russischen Ruderbooten besetzt mit Soldaten des Preobraschensker Leib-Garderegiments unter Kommando von Peter I. und Alexander Menschikow und zwei kleinen schwedischen Schiffen der schwedischen Marine im Großen Nordischen Krieg in der Mündung der Newa.
Während des kurzen Kampfes wurden die schwedischen Schiffe geentert. Herkömmlicherweise gilt der Kampf als erste Seeschlacht der russischen Flotte. Der 18. Mai gilt als die Geburtsdatum der Baltischen Flotte und wird jährlich gefeiert.

## Vorgeschichte
Das russische Zarentum trat 1699 zusammen mit Dänemark und Sachsen-Polen in eine gegen Schweden gerichtete Koalition ein. In Schweden war kurz zuvor der als unerfahren geltende junge König Karl XII. seinem verstorbenen Vater Karl XI. auf dem Thron gefolgt. Russland sah in dem eingetretenen Machtvakuum eine gute Gelegenheit, um für sich einen Zugang zur Ostsee zurückzuerobern, den es zu Anfang des 17. Jahrhunderts im Ingermanländischen Krieg an Schweden verloren hatte. Bereits zu Kriegsbeginn musste die russische Armee eine schwere Niederlage gegen die Schweden in der Schlacht bei Narva einstecken, womit sich der von Peter I. postulierte Traum von einem russischen „Fenster zum Westen“ zunächst in Luft auflöste.
Doch bereits kurze Zeit später gingen die russischen Kräfte erneut in die Offensive, da sich die schwedische Hauptmacht fortan gegen Sachsen in Polen richtete und seine Flanke im hohen Norden gefährlich entblößt hatte. Russische Truppen hatten zuvor im Oktober 1702 die schwedische Festung Nöteborg erfolgreich gestürmt und besaßen nun einen Zugang zur Newa und damit unmittelbar auch zur Ostsee. Die Festung wurde von Zar Peter I. wenig später in Schlüsselburg umbenannt.
Bereits im Januar 1702 hatte Peter die Weisung gegeben am Ladogasee eine kleine Kriegsflotte bestehend aus sechs zweimastigen Schiffen mit je 18 Kanonen zu bauen. Damit begann im Grunde der Aufbau der baltischen Flotte, auch wenn die russischen Streitkräfte zu diesem Zeitpunkt noch keinen Zugang zum Meer erobert hatten. Zielstrebig gingen die stärker werdenden russischen Kräfte daran sich am Newa-Ufer festzusetzen. Erstes schwedischen Opfer dieser Eroberungsstrategie wurde zunächst die kleine schwedische Stadt Nyen, am rechten Newa-Ufer an der Mündung der Okhta in die Newa gelegen. Dort konzentrierte sich der schwedische Handel über die Newa. Ihr gegenüber auf dem östlichen Ufer der Okhta lag die aus Erdbefestigungen bestehende Bastion Nyenschantz. Am 12. Mai 1703 kapitulierte nach mehrstündigem Artilleriebeschuss die Festung Nyenschantz vor den russischen Kräften.

## Verlauf

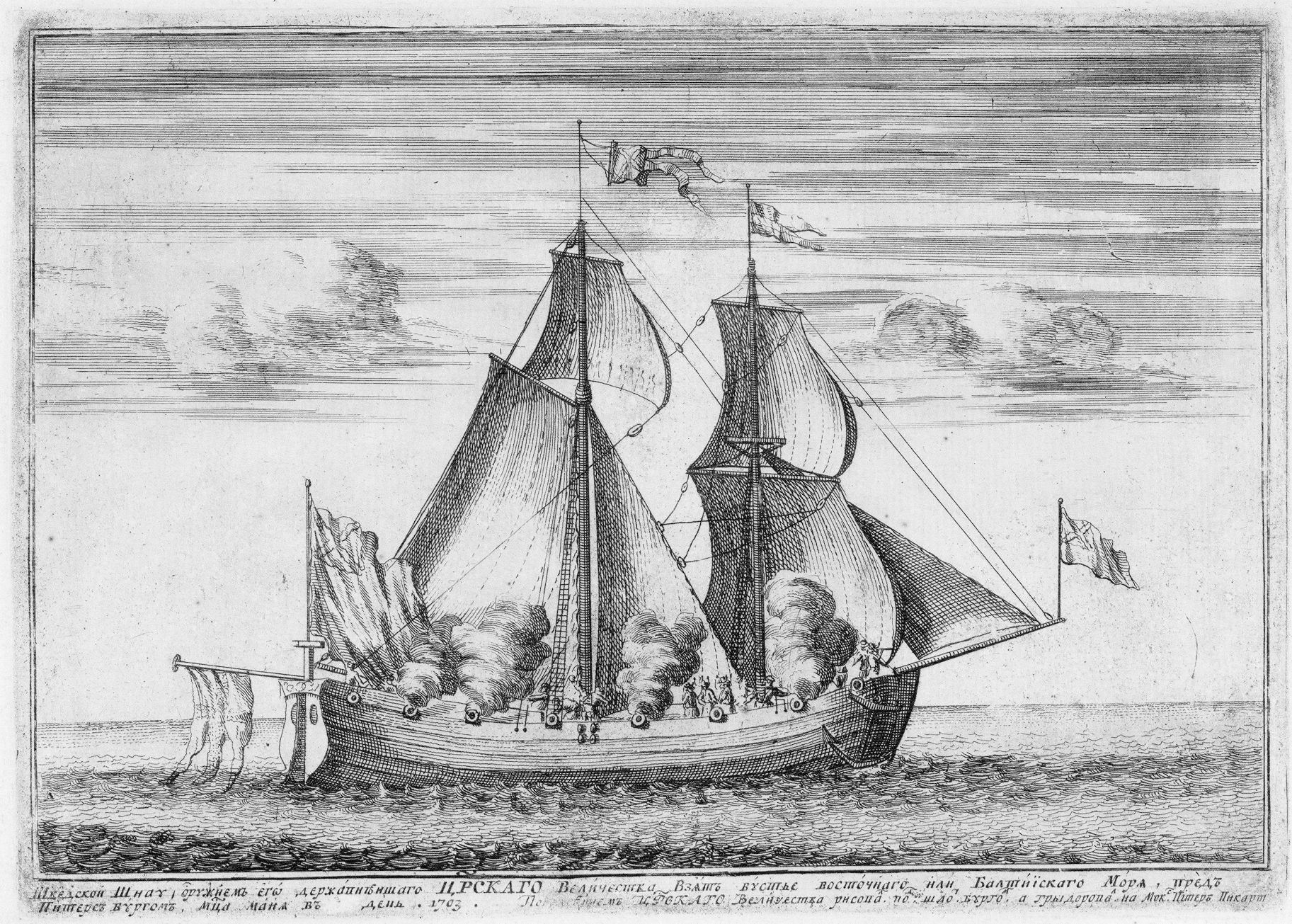
Peter Picard: Schiff Astrild

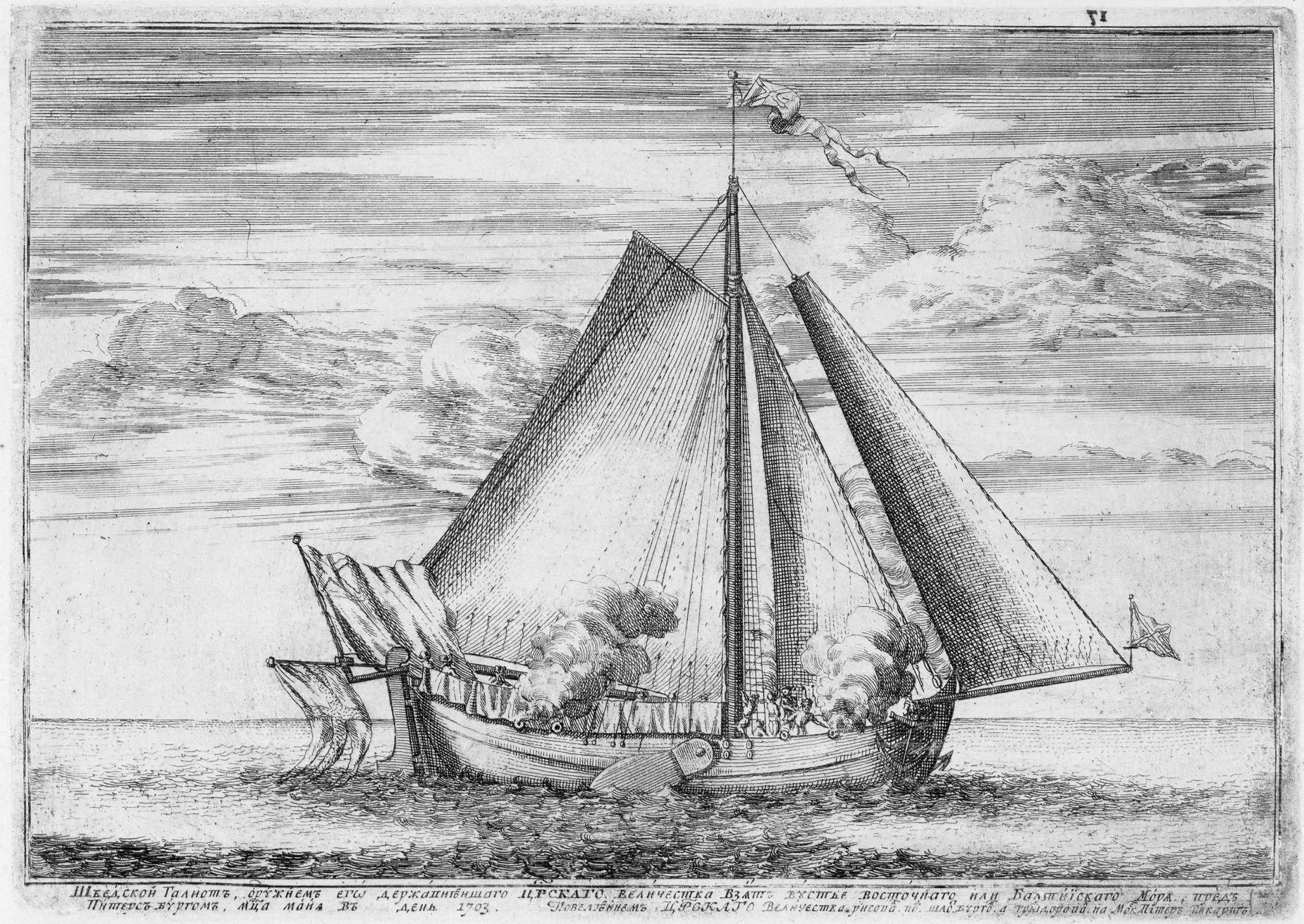
Peter Picard: Schiff Gedan

Das Schwedische Marinekommando in Stockholm entsandte, als Entsatz für Nyenschantz, ein aus neun Schiffen bestehendes Geschwader an die Newamündung. Am 18. Mai erreichte der schwedische Vizeadmiral Gideon von Numers, Kommandeur des schwedischen Geschwaders die Newa-Mündung. Er wusste nicht, dass sich Nyenschantz zu diesem Zeitpunkt bereits in russischer Hand befand und der Entsatz der Festung somit nicht mehr möglich war. Anstatt die Mission also abzubrechen, führte er das Unternehmen fort. Aufgrund des geringen Wasserstandes waren nur zwei kleinere Kriegsschiffe, die 10 Kanonen Galeere HMS Gädaa und die acht-Kanonen Brigg HMS Astrild, in der Lage in die Newa-Mündung einzulaufen, wo sie die Nacht über ankerten, bevor sie nach Nyen segeln sollten. Sie wurden von den Russen unter Kommando von Zar Peter persönlich bereits erwartet. Unter dem Schutz der Dunkelheit und des diesigen Wetters näherten sich zwei Kompanien unter Kommando von Peter und Menschikow in mehreren Ruderbooten den beiden schwedischen Schiffen.
Die Russen täuschten die schwedische Besatzung, welche die Festung noch immer in schwedischer Hand wähnten. Sie erwiderten die Leuchtsignale und lockten die Schiffe in einem Hinterhalt. Die überraschten Schweden setzten noch die Segel, um ihre Schwadron zu erreichen. Es gelang den Schweden nicht – trotz einsetzenden Bombardements auf die russischen Boote – der Enterung zu entgehen. Die Russen enterten die schwedischen Schiffe am frühen Morgen. Die Eroberung der Schiffe war ein sehr blutiges Unterfangen. Von 77 schwedischen Besatzungsmitgliedern überlebten nur 19.

## Folgen
Militärisch hatte dieser Sieg nur eine geringe Bedeutung. Propagandistisch bildete dieses kleine Seegefecht jedoch den ersten russischen Erfolg in einem Seegefecht im Ostseeraum, das ausschließlich von russischen Seefahrzeugen geführt wurde. Der Zar feierte diesen Erfolg überschwänglich als einen nie da gewesenen Sieg. Er ließ sich und den ebenfalls am Gefecht teilnehmenden Menschikow mit dem Andreas-Orden auszeichnen. Die an diesem Gefecht beteiligten Offiziere erhielten goldene, die Soldaten silberne Erinnerungsmedaillen. Die beiden eroberten schwedischen Schiffe bildeten zusammen mit den am Ladogasee gebauten kleinen Schiffen den Grundstock für die entstehende russische Ostseeflotte.
Auch in den nächsten Jahren unternahmen schwedische Flottenkräfte erfolglose Versuche in die Newamündung vorzustoßen und dort die immer stärker werdenden russischen Flottenkräfte zu stören. Sämtliche dieser Unternehmungen scheiterten und wurden schließlich ganz aufgegeben.